# Alessandro Brustenghi
Alessandro Brustenghi (Perusa, Itàlia, 21 d'abril de 1978) és un frare franciscà italià i un cantant tenor de música religiosa amb avantpassats catalans. És també el primer religiós a tenir un alt contracte musical, en aquest cas amb el segell Universal Music. A Itàlia l'anomenen El tenor de Déu.
L'àlbum de debut del frare Alessandro porta per títol Veu d'Assís (en italià La voce da Assisi o en francès La voix d'Assise), i va ser llançat el 15 d'octubre de 2012. Els temes principals són "Panis Angelicus" i "Sancta Maria".
Alessandro Brustenghi s'inicià en la música quan tenia 9 anys i volia ser percussionista. Va començar tocant el piano i l'orgue als 14 anys. També va participar en cors, però mai com a cantant principal. Als 21 anys, es va unir a l'orde franciscà i va cantar a la Basílica de Santa Maria dels Àngels a Assís, Itàlia.
Els frares s'adonaren de les seves qualitats com a tenor quan va fer un examen vocal per entrar al ministeri. Alguns dels seus enregistraments van ser presentats a Mike Hedges (productor d'U2, Dido, The Cure, Manic Street Preacher, entre altres) que, després de sentir la seva veu, li va oferir produir un àlbum als Abbey Road Studios que inclouria música sacra, tradicional i contemporània.
Per enregistrar l'àlbum, el germà Alessandro va haver d'agafar avió a Londres. Era el primer cop que anava amb avió. Per respectar el seu vot de pobresa va rebutjar cobrar res per la venda del seu àlbum. Els beneficis de la venda del disc van ser per l'Orde Menor de Frares per ajudar les activitats caritatives dels germans franciscans en diverses parts del món. Al germà Alessandro no li fou permès de viatjar lluny del monestir per a promoure l'àlbum.
El 2015, amb dos discos publicats, va oferir un concert a Barcelona per primera vegada.